# X Cuerpo Aéreo
El X Cuerpo Aéreo (X. Fliegerkorps) fue un cuerpo aéreo (Fliegerkorps) de la Luftwaffe durante la Segunda Guerra Mundial.

## Historia

### Formación
El X Cuerpo Aéreo fue formado el 2 de octubre de 1939 en Hamburgo a partir de la redesignación de la 10.ª División Aérea, que desde el 5 de septiembre de 1939 se había estado preparando para el combate naval. El X Cuerpo era un Führungsstab (Estado Conjunto), y dependiendo de su misión, grupos (Gruppen) y alas (Geschwader) de cazas, bombarderos, cazabombarderos, bombarderos en picado y reconocimiento quedaban subordinados al Cuerpo.
El propio Cuerpo podía encontrarse bajo las órdenes del Mando Supremo de la Luftwaffe (Oberkommando der Luftwaffe) una Flota Aérea (Luftflotte).

### Primeras misiones: Mar del Norte y Noruega
El primer uso del Cuerpo fue en el invierno de 1939 y 1940, en el Mar del Norte, luchando contra la Royal Navy británica y los barcos mercantes enemigos, con varias docenas de mercantes hundidos o dañados.
En febrero de 1940, el Cuerpo estaba estacionado en el norte de Alemania. Debido a una mala comunicación, algunos de sus aviones estuvieron involucrados en un accidente desastroso de fuego amigo que terminó con la Operación Wikinger de la Kriegsmarine.
A principios de 1940, fue enviado a Noruega para participar en su invasión (Operación Weserübung). A partir de abril, estableció su base en Oslo, y se centró en combatir las operaciones navales Aliadas.

### Batalla de Inglaterra
En la Batalla de Inglaterra, el X Cuerpo Aéreo estaba subordinado a la 5.ª Flota Aérea (Luftflotte 5) y tenía sus aviones estacionados en Noruega y Dinamarca. Como parte de la 5.ª Flota, el Cuerpo tenía el objetivo de bombardear el Norte de Inglaterra y Escocia. Usaron bombarderos Heinkel He 111 y Junkers Ju 88, y cazas pesados Messerschmitt Bf 110. Los dos motores de estos aviones les permitían un alcance amplio, suficiente para alcanzar las islas. El Messerschmitt Bf 109, de un solo motor, no tenía un alcance suficiente.
El 15 de agosto de 1940, la Luftflotte 5 atacó el norte del Reino Unido por la costa este. Se pensaba erróneamente que la fuerza principal de cazas estaba concentrada en el sur y que, por tanto, contarían con la ventaja de sorprender tácticamente al enemigo, olvidándose de los sistemas de radar. Los alemanes se encontraron con una resistencia inesperada. Los bombarderos, escoltados de forma inadecuada por los Bf 110, fueron abatidos en grandes cantidades. En concreto, el noreste de Inglaterra fue atacado por 65 Heinkel 111 escoltados por 34 Messerschmitt 110, y el Aeródromo de Driffield fue atacado por 50 Junkers 88 sin escolta. De los 115 bombarderos y 35 cazas enviados, 16 bombarderos y 7 cazas fueron destruidos. Debido a las pérdidas, la Luftflotte 5 no volvió a aparecer en combate durante la campaña. 

### Acción en el Mediterráneo
El 12 de enero de 1941, el cuerpo contenía un total de
- 80 bombarderos Ju 88A-4 del LG 1 y 12 aviones de reconocimiento Ju 88D-5 en Catania,
- 80 bombarderos en picado Ju 87R-1 ("Stuka") del StG 1 y StG 2 en Trapani,
- 27 aviones torpederos He 111H-6 del KG 26 en Comiso y
- 34 cazas Bf 110C-4 del ZG 26 en Palermo.[5]

A principios de 1941, el X. Fliegerkorps fue transferido de Noruega a Sicilia para apoyar las fuerzas del Afrika Korps en Libia. La unidad aérea tuvo una gran importancia en el esfuerzo del Eje para suprimir las interferencias de la Royal Navy con las rutas de suministros de Italia, reduciendo la efectividad de Malta como base militar desde donde los Aliados podían protegerse.  El 10 y 11 de enero, aviones del X. Fliegerkorps hundieron el HMS Southampton y dañaron seriamente el HMS Illustrious durante la Operación Excess. Cazas Bf 109E-7 pertenecientes al JG 26 y JG 27 se unieron a la ofensiva en Malta durante febrero y marzo de 1941.
El Cuerpo fue trasladado fuera de Sicilia en abril de 1941 para la Invasión de Yugoslavia y Grecia. Los cazas y bombarderos en picado fueron remplazados por hidroaviones marinos mientras el Cuerpo estaba estacionado en Grecia. Su fuerza el 10 de mayo de 1942 era de 74 Ju 88 en Eleusis y Heraklion, 25 He 111 en Kalamaki, y 53 Ar 196A-3, He 60c, Fokker T.VIII y Bv 138C-1 en Skaramagas y Kavalla.
Tras el Armisticio italiano el 8 de septiembre de 1943, los Aliados intentaron capturar las islas del Dodecaneso (Campaña del Dodecaneso) para usarlas como base contra los alemanes, que controlaban los Balcanes. Durante esta campaña, el X. Fliegerkorps fue vital para asegurar la superioridad aérea y la victoria final alemana. Tras darse cuenta de la importancia del aeródromo de Cos, el único Aliado, el Cuerpo empezó a bombardear el aeródromo y las posiciones Aliadas en la isla a partir del 18 de septiembre. El Cuerpo recibió también refuerzos provenientes de Francia, Alemania y Rusia, dando a los alemanes el 1 de octubre 362 aviones operacionales en el área del mar Egeo. Esta sería la última operación importante del X Cuerpo.

### Disolución
El 10 de febrero de 1944, el Cuerpo se dividió: Una parte se quedó en Grecia y se unió al Feldluftgau-Kommando XXIX para convertirse en el Kommandierender General der Deutschen Luftwaffe in Griechenland (comandante general de la Luftweaffe alemana en Grecia). La otra parte fue trasladada a Angers, en el oeste de Francia, y absorbió al Fliegerführer Atlantik el 1 de abril. En agosto de 1944 se trasladó a Alemania, y fue disuelto el 5 de septiembre.

## Comandantes
| Rango               | Nombre                       | Fecha                                          |
| General der Flieger | Hans-Ferdinand Geisler       | 2 de octubre de 1939 - 31 de agosto de 1942    |
| General der Flieger | Bernhard Kühl (en funciones) | 3 de junio de 1940 - 20 de septiembre de 1940  |
| General der Flieger | Otto Hoffmann von Waldau     | 31 de agosto de 1942 - 31 de diciembre de 1942 |
| Generalleutnant     | Alexander Holle              | 1 de enero de 1943 - 22 de mayo de 1943        |
| General der Flieger | Martin Fiebig                | 22 de mayo de 1943 - 1 de septiembre de 1944   |

### Jefes de Estado Mayor
| Rango           | Nombre                              | Fecha                                        |
| Oberstleutnant  | Martin Harlinghausen                | 1 de noviembre de 1939 - 31 de marzo de 1941 |
| Generalleutnant | Ulrich Kessler (en funciones)       | 25 de abril de 1940 - 21 de mayo de 1940     |
| Generalleutnant | Günther Korten                      | 1 de abril de 1941 - marzo de 1942           |
| Oberst          | Sigismund Freiherr von Falkenhausen | 1 de abril de 1942 - marzo de 1943           |
| Major           | Eckard Christian                    | 8 de marzo de 1943 - 2 de junio de 1943      |
| Generalmajor    | Walter Boenicke                     | junio de 1943 - 6 de enero de 1944           |

## Bases
| Fecha                                    | Lugar               |
| octubre de 1939 - abril de 1940          | Hamburgo            |
| abril de 1940 - diciembre de 1940        | Oslo                |
| diciembre de 1940 - 16 de junio de 1941  | Taormina            |
| 16 de junio de 1941 - 1 de abril de 1944 | Atenas              |
| 1 de abril de 1944 - agosto de 1944      | Angers              |
| agosto de 1944 - mayo de 1945            | Wiesbaden-Erbenheim |

## Orden de batalla

### Unidad superior
El X Cuerpo Aéreo estuvo subordinado a las siguientes unidades durante la guerra:
| Fecha                                   | Unidad                                        |
| octubre de 1939 - abril de 1940         | 2.ª Flota Aérea                               |
| abril de 1940 - mayo de 1940            | Oberbefehlshaber der Luftwaffe (ObdL)         |
| mayo de 1940 - diciembre de 1940        | 5.ª Flota Aérea                               |
| diciembre de 1940 - diciembre de 1941   | Italuft/Oberbefehlshaber der Luftwaffe (ObdL) |
| diciembre de 1941 - 1 de enero de 1943  | 2.ª Flota Aérea                               |
| 1 de enero de 1943 - 9 de marzo de 1943 | 2.ª Flota Aérea y Luftwaffenkommando Südost   |
| 9 de marzo de 1943 - 1 de abril de 1944 | Luftwaffenkommando Südost                     |
| 1 de abril de 1944 - agosto de 1944     | 3.ª Flota Aérea                               |
| agosto de 1944 - septiembre de 1944     | Luftflotte Reich                              |

### Unidades subordinadas
El X Cuerpo Aéreo controló las siguientes unidades durante la guerra:
| Fecha                                      | Unidad | Nombre en alemán |
| Durante toda la guerra (Unidades de apoyo) | - Escuadrilla de Enlace/X Cuerpo Aéreo - Escuadrilla de Mensajería zbV/ X Cuerpo Aéreo - Formación de Aviones/X Cuerpo Aéreo - 40° Regimiento Aéreo de Comunicaciones | - Verbindungsstaffel/X. Fliegerkorps - Kurierstaffel zbV/X. Fliegerkorps - Flugbereitschaft/X. Fliegerkorps - Luftnachrichten-Regiment 40 |
| abril de 1940 (Campaña de Noruega)         | - Ala de Batalla 4 - Ala de Batalla 26 - Ala de Batalla 30 - Ala de Batalla 40 - Ala de Stukas 1 - Ala de Destructores 76 - Ala de Cazas 77 - 1. (F)/Grupo de Reconocimiento 120 - 1. (F)/Grupo de Reconocimiento 122 - Escuadrón de Reconocimiento Lejano ObdL - Grupo de Reconocimiento Costero 506 - Ala de Batalla z.b.V. 1 - Ala de Batalla z.b.V. 108 | - Kampfgeschwader 4 - Kampfgeschwader 26 - Kampfgeschwader 30 - Kampfgeschwader 40 - Sturzkampfgeschwader 1 - Zerstörergeschwader 76 - Jagdgeschwader 77 - 1. (F)/Aufklärungsgruppe 120 - 1. (F)/Aufklärungsgruppe 122 - Fernaufklärungsstaffel ObdL - Küstenfliegergruppe 506 - Kampfgeschwader z.b.V. 1 - Kampfgeschwader z.b.V. 108 |
| agosto de 1940 (Batalla de Inglaterra)     | - 1. (F)/Grupo de Reconocimiento 121 - Ala de Batalla 26 - Ala de Batalla 30 - Ala de Destructores 76 - Ala de Cazas 77 - Grupo de Reconocimiento Costero 506 | - 1. (F)/Aufklärungsgruppe 121 - Kampfgeschwader 26 - Kampfgeschwader 30 - Zerstörergeschwader 76 - Jagdgeschwader 77 - Küstenfliegergruppe 506 |
| marzo de 1943 (Mediterráneo)               | - 2. (F)/Grupo de Reconocimiento 123 - 2. (See)/Grupo de Reconocimiento 125 - 2. (See)/Grupo de Reconocimiento 126 - Ala de Batalla 100 - Ala de Instrucción 1 - Ala de Cazas 27 | - 2. (F)/Aufklärungsgruppe 123 - 2. (See)/Aufklärungsgruppe 125 - 3. (See)/Aufklärungsgruppe 126 - Kampfgeschwader 100 - Lehrgeschwader 1 - Jagdgeschwader 27 |
| enero de 1944                              | - Grupo de Reconocimiento Lejano 4 - Ala de Reconocimiento 126 - Ala de Destructores 76 | - Fernaufklärungsgruppe 4 - Aufklärungsgruppe 126 - Zerstörergeschwader 26 |
| julio de 1944 (Normandía)                  | - Grupo de Reconocimiento Lejano 13 - Ala de Batalla 100 - Grupo de Ataque Nocturno 2 | - Nahaufklärungsgruppe 13 - Kampfgeschwader 100 - Nachtschlachtgruppe 2 |
| 1.                                         | | |